# Fathi
Fathi (arabisch فتحيّ, DMG Fatḥī) ist ein arabischer männlicher Vorname und Familienname mit der Bedeutung „der Eroberer“.

## Namensträger

### Vorname
- Fathi Arafat (1933–2004), palästinensischer Arzt; Bruder von Jassir Arafat
- Fathi Baja (* 19**), libyscher Politikwissenschaftler und Politiker
- Fathi Derder (1970–2025), Schweizer Moderator und Politiker
- Kamel Fathi Ghilas (* 1984), algerischer Fußballspieler
- Fathi Schakaki (1951–1995), palästinensischer Arzt
- Ahmed Fathi Sorour (1932–2024), ägyptischer Politiker
- Fathi Terbil (* 19**), libyscher Rechtsanwalt und Politiker

### Familienname
- Albert Fathi (* 1951), ägyptisch-französischer Mathematiker
- Ali Fathi (* 1992), ägyptischer Fußballspieler
- Karim Fathi (* 1979), deutscher Forscher, Dozent, Berater und Autor
- Karim Ali Fathi (* 1993), ägyptischer Squashspieler
- Malik Fathi (* 1983), deutscher Fußballspieler
- Mostafa Fathi (* 1995), ägyptischer Fußballspieler
- Shayan Fathi (* 1985), österreichischer Musiker